# Torneo de Apertura ARUSA 2005
El Torneo de Apertura ARUSA de 2005 fue un torneo de rugby de primera división de Chile.
El campeón del torneo fue el club Universidad Católica.

## Desarrollo

### Grupo A
| Pos. | Equipo          | Encuentros | Encuentros | Encuentros | Encuentros | Tantos | Tantos | Tantos | Puntos |
| Pos. | Equipo          | PJ         | PG         | PE         | PP         | F      | C      | Dif    | Puntos |
| ---- | --------------- | ---------- | ---------- | ---------- | ---------- | ------ | ------ | ------ | ------ |
| 1.º  | Old Boys        | 3          | 3          | 0          | 0          | 108    | 47     | +61    | 9      |
| 2.º  | PWCC            | 3          | 2          | 0          | 1          | 124    | 56     | +68    | 7      |
| 3.º  | COBS            | 3          | 1          | 0          | 2          | 56     | 92     | -36    | 5      |
| 4.º  | Viña Rugby Club | 3          | 0          | 0          | 3          | 45     | 138    | -93    | 3      |

### Grupo B
| Pos. | Equipo               | Encuentros | Encuentros | Encuentros | Encuentros | Tantos | Tantos | Tantos | Puntos |
| Pos. | Equipo               | PJ         | PG         | PE         | PP         | F      | C      | Dif    | Puntos |
| ---- | -------------------- | ---------- | ---------- | ---------- | ---------- | ------ | ------ | ------ | ------ |
| 1.º  | Universidad Católica | 3          | 3          | 0          | 0          | 177    | 51     | +126   | 9      |
| 2.º  | Alumni SC            | 3          | 2          | 0          | 1          | 129    | 58     | +71    | 7      |
| 3.º  | Stade Français       | 3          | 1          | 0          | 2          | 93     | 55     | +38    | 5      |
| 4.º  | Old Reds             | 3          | 0          | 0          | 3          | 19     | 254    | -235   | 3      |

## Fase final

### Semifinales
| 16 de abril de 2005 | Universidad Católica | 38 - 20 | PWCC |  |  |

| 16 de abril de 2005 | Old Boys | 72 - 10 | Alumni SC |  |  |

#### Final
| 23 de abril de 2005 | Universidad Católica | 37 - 34 | Old Boys |  |  |

| Bandera de Chile             |
| Campeón Universidad Católica |